# 宮島新一
宮島 新一（みやじま しんいち、1946年2月6日 - ）は、日本の美術史学者。元山形大学教職大学院教授。専門は日本美術史。

## 来歴・人物
愛知県犬山市生まれ。1973年京都大学大学院文学研究科博士課程中退。1994年「絵所預を中心とした宮廷画壇史の研究-中世における大和絵の変遷」で博士（文学）。京都府に就職後、京都国立博物館をふりだしに、文化庁、奈良国立博物館、東京国立文化財研究所、東京国立博物館を転々とする。九州国立博物館設立準備室総主幹兼副館長としてその創設に携わり、開館の翌年、2006年に定年退職。

## 著書
- 『肖像画』（吉川弘文館） 1994.11
- 『宮廷画壇史の研究』（至文堂） 1996.2
- 『肖像画の視線 源頼朝像から浮世絵まで』（吉川弘文館） 1996.7、のち歴史文化セレクション） 2010.3
- 『雪舟 旅逸の画家』（青史出版） 2000.4
- 『長谷川等伯 真にそれぞれの様を写すべし』（ミネルヴァ書房、ミネルヴァ日本評伝選） 2003.11
- 『風俗画の近世』（至文堂） 2004.1
- 『二万年の日本絵画史』（青史出版） 2011.10
- 『芸者と遊廓』（青史出版） 2019
- 『伝統文化と日本の美術』（青史出版） 2019

### 共編著
- 『長沢芦雪』（至文堂、日本の美術219） 1984.8
- 『土佐光信と土佐派の系譜』（至文堂、日本の美術247） 1986.12
- 『扇面画(中世)』（至文堂、日本の美術320） 1993.1
- 『水墨画 大徳寺派と蛇足』（至文堂、日本の美術336） 1994.5
- 『武家の肖像』（至文堂、日本の美術385） 1998.6
- 『画壇統一に賭ける夢 雪舟から永徳へ』（今谷明共著、文英堂） 2001.5
- 『唐絵と金銀泥下絵』（至文堂、日本の美術420） 2002.3